# Charles Krafft (céramiste)
Charles Wing Krafft (Seattle, 19 septembre 1947 – 12 juin 2020) est un céramiste américain connu pour ses œuvres provocatrices, telles qu'une série de théières ayant la forme de la tête d'Adolf Hitler, ses céramiques réalisées à partir de cendres d'os humains ou encore sa série de reproductions d'armes en porcelaine.

## Œuvres
- Thompson Machine Gun, 1997, Seattle Art Museum
- Thompson Machine Gun, 1999, Seattle Art Museum